# UTE (Unternehmen)

Logo der UTE.

UTE, Abkürzung von Administración Nacional de Usinas y Trasmisiones Eléctricas, deutsch etwa Nationale Verwaltung der Kraftwerke und Übertragungsleitungen, ist das staatliche Energieversorgungsunternehmen Uruguays.

## Geschichte
Gegründet wurde UTE als juristische Person des öffentlichen Rechts am 21. Oktober 1912 durch das Gesetz Nr. 4.273. Den derzeitigen Namen trägt sie seit der im Gesetz Nr. 14.235 vom 25. Juli 1974 beschlossenen Umbenennung. Rechtsgrundlage ist das Organisationsgesetz Nr. 15.031 vom 4. Juli 1980. Der rechtliche Sitz von UTE befindet sich in Montevideo. Die Unternehmenszentrale ist im sogenannten Palacio de la Luz untergebracht. Derzeitiger Präsident des das Unternehmen leitenden fünfköpfigen Direktoriums ist Gonzalo Casaravilla. Die Position des Vizepräsidenten hat César Briozzo inne. Der Slogan des Unternehmens lautet: La energía que nos une.

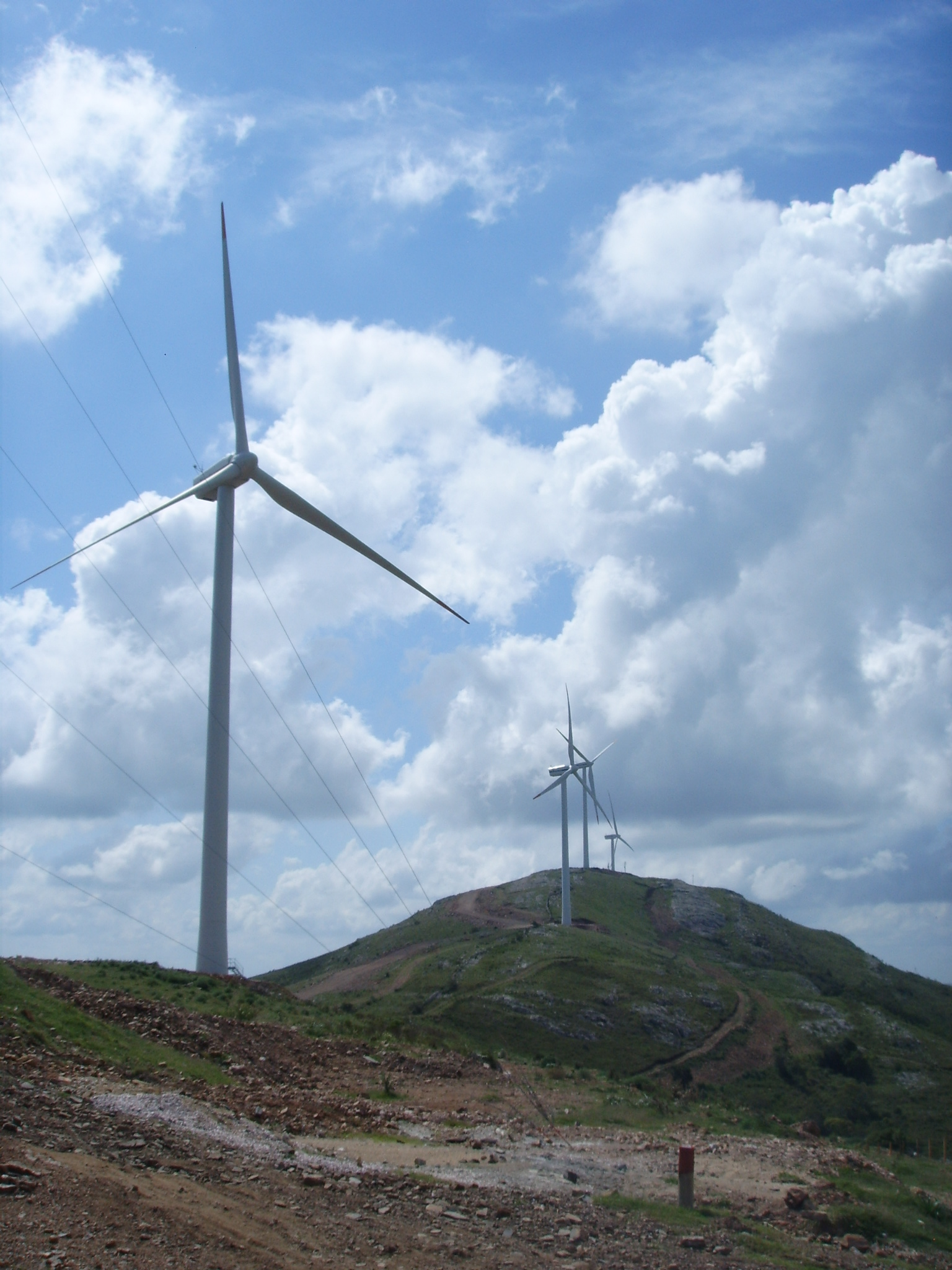
Windpark Sierra de los Caracoles.